# Дергехан
Дергехан (перс. درگهان‎) — небольшой портовый город на юге Ирана, в провинции Хормозган. Входит в состав шахрестана Кешм. По данным переписи, на 2006 год население составляло 7 996 человек.

## География
Город находится в центральной части Хормозгана, на северном побережье острова Кешм, на высоте 25 метров над уровнем моря.
Дергехан расположен на расстоянии приблизительно 26 километров к юго-западу от Бендер-Аббаса, административного центра провинции и на расстоянии 1060 километров к юго-юго-востоку (SSE) от Тегерана, столицы страны.
Ближайший аэропорт расположен в городе Кешм.